# Talaue (Waiblingen)

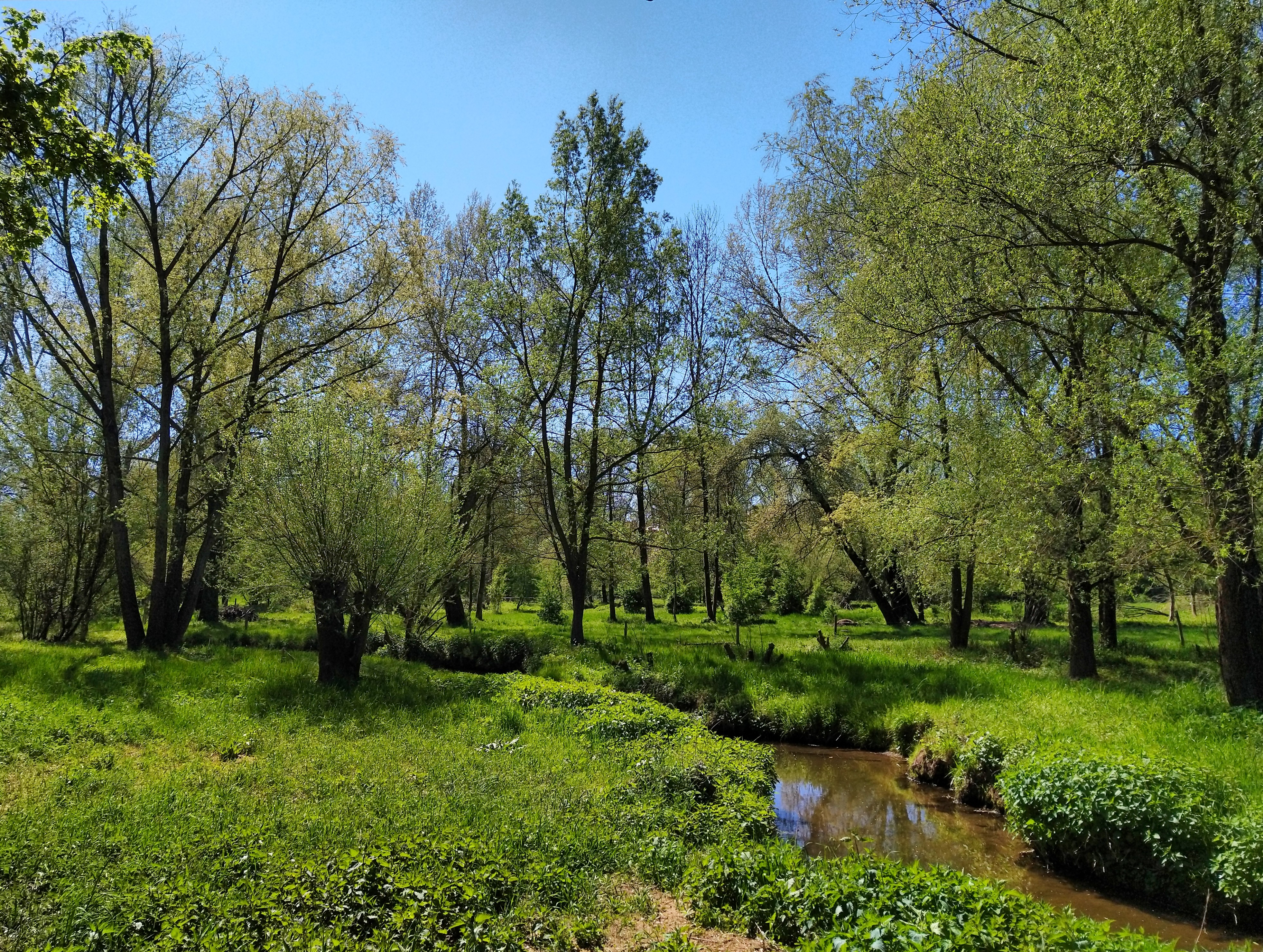
Talaue in Waiblingen

Die Talaue in Waiblingen ist ein parkähnliches Gelände, welches von der Rems durchflossen wird.
Das Gelände erstreckt sich von der Altstadt bis zur Rundsporthalle.

## Geographie

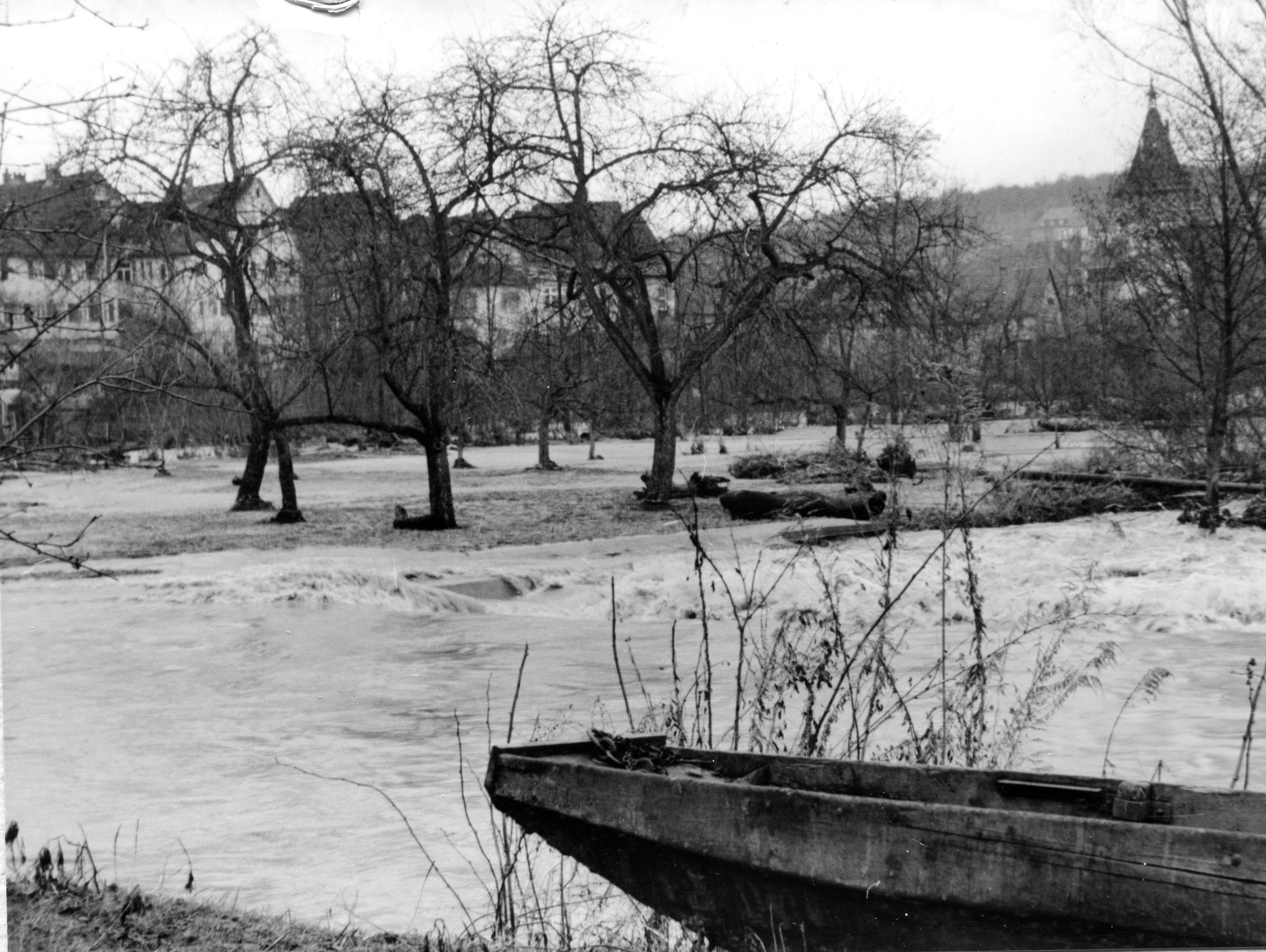
Hochwasser in der Talaue (1956)

In der Talaue befinden sich drei Inseln der Rems, die kleine Erleninsel, die große Erleninsel und die Schwaneninsel. Die Erleninseln gelangten erst in den 70er Jahren in städtischen Besitz. Auf der, den Inseln gegenüberliegenden Seite der Rems befinden sich die Brühlwiesen, welche auch als Veranstaltungsgelände genutzt wird. Westlich der Rems befindet sich die Luisenanlage mit der Michaelskirche.
Des Weiteren befindet sich der Talauesee (mit einer kleinen Insel) auf dem Gelände und südlich der Talaue der Schildkrötenteich (Naturdenkmal „Altwasser der Rems“). Außerdem gibt es ein Flachwasserbiotop (Naturdenkmal „Feuchtfläche in der Remsaue“) und eine Kunstlichtung.
Überquert wird das Gelände im nordwestlichen Bereich, über eine Brücke von der Alten Bundesstraße. Östlich des Geländes befindet sich, ebenfalls auf einer Brücke die Bundesstraße 14.

## Ausstattung
Das Waiblinger Bürgerzentrum und Hallenbad befinden sich auf dem Gelände. Des Weiteren gibt es ein Minigolf, drei Spielplätze und einen Pavillon (auf der kleinen Erleninsel). Am Rande der Talaue befindet sich auf der Schwaneninsel ein Biergarten und neben der Altstadt ein Wasserkraftwerk.